# 조리사

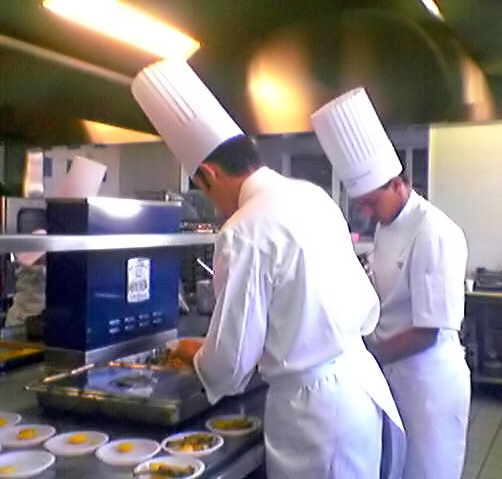
조리사

조리사(調理士)는 면허를 가지고 음식을 만드는 일을 직업으로 하는 사람이다. 학습과 경험에 따른 조리 능력에 앞서 예민한 미각과 후각, 청결한 의식과 습관을 필요로 한다.

## 각국별 조리사

### 대한민국
대한민국 위생법에 따르면, "조리사"이라 함은 대통령이 정하는 식품접객영업자와 집단급식소의 운영자는 조리사를 두어야 한다. 다만, 식품접객영업자 또는 집단급식소의 운영자 자신이 조리사가 되어 직접 음식물을 조리하는 경우에는 그러하지 아니하다. 조리사가 되고자 하는 자는 국가기술자격법에 의한 해당 기술분야의 자격을 얻은 후 시장·군수또는 구청장의 면허를 받아야 한다.
| “ | 제80조(조리사의 면허신청 등) ① 법 제53조제1항에 따라 조리사의 면허를 받으려는 자는 별지 제60호서식의 조리사 면허증 발급·재발급 신청서에 다음 각 호의 서류를 첨부하여 특별자치도지사·시장·군수·구청장에게 제출하여야 한다. 이 경우 특별자치도지사·시장·군수·구청장은 「전자정부법」 제36조제1항에 따른 행정정보의 공동이용을 통하여 조리사 국가기술자격증을 확인하여야 하며, 신청인이 그 확인에 동의하지 아니하는 경우에는 국가기술자격증 사본을 첨부하도록 하여야 한다. <개정 2010.9.1, 2012.1.17> - 1. 사진 2장(최근 6개월 이내에 찍은 탈모 상반신 가로 3센티미터, 세로 4센티미터의 사진) - 2. 법 제54조제1호 본문에 해당하는 사람이 아님을 증명하는 의사의 진단서 또는 법 제54조제1호 단서에 해당하는 사람임을 증명하는 전문의의 진단서 - 3. 법 제54조제2호 및 제3호에 해당하는 사람이 아님을 증명하는 의사의 진단서 ② 특별자치도지사·시장·군수·구청장은 조리사의 면허를 한 때에는 별지 제61호서식의 조리사명부에 기록하고 별지 제62호서식의 조리사 면허증을 발급하여야 한다. | ” |

| “ | 제81조(면허증의 재발급 등) ① 조리사는 면허증을 잃어버렸거나 헐어 못 쓰게 된 경우에는 별지 제60호서식의 조리사 면허증 발급·재발급 신청서에 사진 2장(최근 6개월 이내에 찍은 탈모 상반신 가로 3센티미터, 세로 4센티미터 사진)과 면허증(헐어 못 쓰게 된 경우만 해당한다)을 첨부하여 특별자치도지사·시장·군수·구청장에게 제출하여야 한다. ② 조리사는 면허증의 기재사항에 변경이 있는 경우 별지 제63호서식의 조리사 면허증 기재사항 변경신청서에 면허증과 그 변경을 증명하는 서류를 첨부하여 특별자치도지사·시장·군수·구청장에게 제출하여야 한다. | ” |

## 활용
학력에는 제한이 없거나, 특성화 고등학교나 전문대학, 대학교의 음식, 조리 관련학과를 졸업하며, 일부 사설학원이나 직업전문학교에 교육 훈련과정을 이수할 수 있다. 국가기술자격 취득자를 우대하여야 한다.
- 관련 자격증 : 한식조리기능사, 양식조리기능사, 중식조리기능사, 일식조리기능사, 복어조리기능사, 조리산업기사(한식), 조리산업기사(양식), 조리산업기사(중식), 조리산업기사(일식), 조리산업기사(복어요리), 조리기능장

## 같이 보기
- 요리사
- 셰프